# Molly Nilsson
Pour les articles homonymes, voir Nilsson.
Molly Lilly Maria Nilsson (née à Stockholm le 14 décembre 1984) est une autrice-compositrice-interprète et musicienne suédoise. Elle est propriétaire d'un label indépendant, Dark Skies Association, fondé en 2009. Molly Nilsson réside à Berlin depuis 2004.

## Débuts
Molly Nilsson a grandi à Stockholm. Elle démarre son activité créative dans la bande dessinée et l'écriture. Rapidement, elle commence des expérimentations avec le clavier d'un ami et passe de la création visuelle à la composition musicale.

## Musique

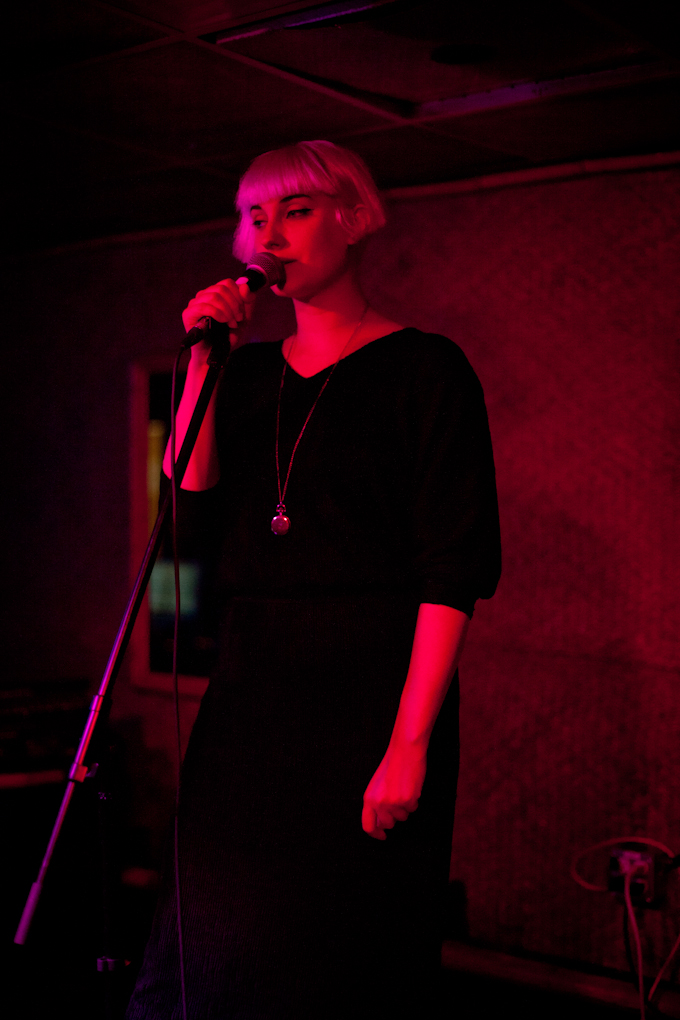
Molly Nilsson en concert en 2012.

Molly Nilsson déménage à Berlin pour continuer la musique. Elle travaille au vestiaire du Berghain et économise pour écrire de la musique pendant les weekends. En 2008 elle sort son premier album These Things Take Time sur CD-R à seulement 500 exemplaires. En 2009, elle sort un nouvel album auto-produit, Europa.
En 2011, elle gagne en notoriété lorsque John Maus reprend sa chanson "Hey Moon" pour son album We Must Become the Pitiless Censors of Ourselves.
Molly Nilsson produit et interprète sa musique seule, bien qu'elle coédite une grande partie de sa musique sur Dark Skies Association et Glasgow's Night School Records. Son style présente des arrangements minimalistes de synthétiseurs et de rythmes de batterie et est souvent décrit comme dark pop ou lo-fi synth-pop,. Elle évoque la solitude comme une expérience nécessaire et importante dans son processus créatif. Lors de performances live, Nilsson chante souvent par-dessus un CD de sa propre musique.

## Discographie

### Albums
- These Things Take Time (2008)
- Europa (2009)
- Follow the Light (2010)
- History (2011)
- The Travels (2013)
- Sólo Paraíso (2014)
- Zenith (2015)
- Imaginations (2017)[9]
- 2020 (2018)
- Extreme (2022)
- Un-American Activities (2024)

### Singles
- Ugly Girl / Wrong Boy (2016)
- About Somebody / Quit (In Time) (2017)
- Hey Moon / Silver (2021 - charity re-release for Black Lives Matter)